# (275) Sapiencia
(275) Sapiencia es un asteroide perteneciente al cinturón de asteroides descubierto el 15 de abril de 1888 por Johann Palisa desde el observatorio de Viena, Austria.
Está nombrado por la palabra en latín para sabiduría.